# نيل مارشال (متزلج سريع)
نيل مارشال هو متزلج سريع كندي، ولد في 13 يونيو 1969 في فيكتوريا في كندا.

## وصلات خارجية
- نيل مارشال على موقع SpeedSkatingBase.eu (الإنجليزية)
- نيل مارشال على موقع SpeedSkatingNews.info (الإنجليزية)
- نيل مارشال على موقع SpeedSkatingStats.com (الإنجليزية)
- نيل مارشال على موقع اللجنة الأولمبية الدولية (الإنجليزية)
- نيل مارشال على موقع أوليمبيديا (الإنجليزية)
- نيل مارشال على موقع قاعة كولومبيا البريطانية للمشاهير الرياضية (الإنجليزية)